# Frank Fiddes
Frank Fiddes, né le 16 juillet 1906 à Toronto et mort le 26 mars 1981 dans la même ville, est un rameur d'aviron canadien.

## Palmarès

### Jeux olympiques
- Amsterdam 1928
  -  Médaille de bronze en huit[1].